# Dizzy Up the Girl
Dizzy Up the Girl – szósty album studyjny amerykańskiego zespołu Goo Goo Dolls, wydany w 1995 przez Warner Bros. Records. Został zarejestrowany w Track Record Studios w Hollywood. Jest to pierwsza płyta nagrana razem z perkusistą Mikiem Malininem. Pochodząca z tej płyty ballada "Iris", skomponowana oryginalnie do ścieżki dźwiękowej filmu Miasto Aniołów, stała się największym, jak dotąd, przebojem grupy. Również album "Dizzy Up the Girl" odniósł komercyjny sukces, uzyskując status potrójnie platynowej płyty.
Dziesięć utworów z tego albumu znalazło się także na późniejszych kompilacjach zespołu. Na Ego, Opinion, Art & Commerce zawarto piosenki "Bullet Proof", "All Eyes on Me", "Amigone" oraz "Acoustic #3". Z kolei Greatest Hits Volume One: The Singles zawiera kompozycje "Dizzy", "Slide", "Broadway", "Black Balloon" i "Iris". Natomiast Greatest Hits Volume Two: B-sides & Rarities uwzględnia utwory "Hate This Place", "All Eyes on Me" (wersja koncertowa) oraz "Iris".

## Lista utworów
1. "Dizzy" (Johnny Rzeznik) – 2:41
2. "Slide" (Rzeznik) – 3:32
3. "Broadway" (Rzeznik) – 3:58
4. "January Friend" (Robby Takac) – 2:44
5. "Black Balloon" (Rzeznik) – 4:09
6. "Bullet Proof" (Rzeznik) – 4:37
7. "Amigone" (Takac) – 3:15
8. "All Eyes On Me" (Rzeznik/Takac) – 3:57
9. "Full Forever" (Takac) – 2:51
10. "Acoustic #3" (Rzeznik) – 1:56
11. "Iris" (Rzeznik) – 4:49
12. "Extra Pale" (Takac) – 2:10
13. "Hate This Place" (Rzeznik) – 4:24

- W niektórych krajach album został wydany z dodatkowym utworem na końcu, np. w Japonii z "Iris" w wersji akustycznej[14] i w Niemczech z "Name" (ta druga wersja była dystrybuowana na terenie Europy, w tym Polski)[15].

## Personel
- Johnny Rzeznik – gitara, śpiew
- Robby Takac – gitara basowa, śpiew
- Mike Malinin – perkusja